# Barrington River (Gloucester River)
Der Barrington River ist ein Fluss im Osten des australischen Bundesstaates New South Wales.

## Geographie
Er entspringt im Barrington-Tops-Nationalpark unterhalb des Careys Peak und des Barrington Peak. Von dort fließt er nach Osten und mündet nördlich von Gloucester in den Gloucester River.
Wegen seiner Wildwasserabschnitte und der attraktiven Szenerie ist er bei Kanufahrern beliebt.

### Nebenflüsse mit Mündungshöhen
- Beean Beean Creek – 619 m
- Moppy River – 355 m
- Cobark River – 220 m
- Kerripit River – 215 m
- Mackays Creek – 186 m[1]